# Copa Artística
La Copa Artística era un dels premis extraordinaris dels Jocs Florals de Barcelona. La Copa Artística era el premi a la millor composició en prosa de caràcter literari. A partir de 1933 el premi s'anomenaria també Premi Narcís Oller.

## Guanyadors
- 1901 Premi desert
- 1903 "Marines", Víctor Català
- 1904 "Animes blanques", Josep Maria Folch i Torres
- 1905 "El Ton de la Muga", Manuel Duran i Duran[1]
- 1906 "El fill de la nit", Josep Morató i Grau
- 1907 "La carretera", Joan Oller i Rabassa
- 1908 "Negrures", Salvador Galmés i Sanxo
- 1909 "La sacra tragèdia", Josep Calzada i Carbó
- 1910 "Proses bàrbares", Prudenci Bertrana i Comte
- 1911 "Viatges d'amor", Miquel Roger i Crosa
- 1912 "De la vida d'En Joan Franch", Carme Karr i Alfonsetti
- 1913 "Poema de la pedra", Manuel Brunet i Solà
- 1916 "L'home del forn dels pagayres", Eduard Girbal i Jaume[2]
- 1917 "La congesta", Josep Roig i Raventós
- 1918 "Gemma", Josep Roig i Raventós
- 1919 "Proses silvestres", Eduard Girbal i Jaume
- 1920 "Cercant el Paradís perdut", Llorenç Riber i Campins
- 1921 Premi desert
- 1922 Premi desert
- 1923 "La dida", Salvador Galmés i Sanxo
- 1924 "Una nit al desert", Joaquim Cabot i Rovira
- 1925 No se celebren els Jocs
- 1926 Premi desert
- 1927 "Proses històriques", Carles Rahola i Llorens
- 1928 Premi desert
- 1929 Premi desert
- 1930 "Mossèn Missal", Manuel Vilà i Dalmau
- 1931 Premi desert
- 1932 Premi desert
- 1933 "De com la Genisa Saborella se va tornar bruixa", Eduard Girbal i Jaume
- 1934 "Ernest", Leandre Amigó i Batllori
- 1935 "Dels records que m'enduria", Tomàs Roig i Llop
- 1936 "Vàsia Djanov, fabricant de nines", Antoni Rosich i Catalan